# تپه خرمن جا ۱
تپه خرمن جا ۱ مربوط به دوره سلجوقیان است و در شهرستان دورود، بخش سیلاخور، دهستان چالانچولان، ۵۰۰ متری شمال غربی روستای افراونده واقع شده و این اثر در تاریخ ۲۳ بهمن ۱۳۸۵ با شمارهٔ ثبت ۱۷۲۱۹ به‌عنوان یکی از آثار ملی ایران به ثبت رسیده است.